# Bienvenida realidad
Bienvenida realidad es una serie de televisión juvenil de Chile emitida por TVN entre 2004 y 2005, producida por Sony Pictures Television International en conjunto con Roos Film. El piloto fue escrito por Josh Griffith junto a Hernán Rodríguez Matte. Una vez aprobado el proyecto, la serie fue escrita por Larry Molin, Hernán Rodríguez Matte y Luis Ponce. Más tarde se incorporó Francisco Bobadilla. 
A lo largo de sus catorce capítulos de la primera temporada retrata la vida de un grupo de jóvenes en su último año de colegio. Con realismo y sin medias tintas, la serie aborda los tópicos más interesantes para las nuevas generaciones como las drogas, la homosexualidad (en este caso femenina o lesbianismo) y la disparatada vida juvenil chilena.

## Trama
Sergio (Pablo Macaya) y Franco (Tiago Correa) se mudan a Santiago y entran a un nuevo colegio, Sergio como profesor de castellano, Franco como alumno de cuarto. Franco conoce a otra alumna nueva, Gloria (Isabel Ruiz), roquera que entra a una banda y se enamoran. Gloria tiene problemas en su casa, con su tía Claudia (Luz Croxatto), que intenta fijarle reglas que ella rechaza. Gloria se va de la casa, pero finalmente vuelve. Por otra parte, Florencia (Nathalie Soublette) logra seducir a Rodrigo (Juan José Gurruchaga), el arrogante y atractivo compañero de curso, pero resulta una experiencia traumática. Más tarde Rodrigo choca en auto y muere. Sergio se involucra con una colega, Ana (María Paz Vicens), quien tiene problemas con su violento marido. Y todas estas historias, a lo largo de la serie se toman más crudas y difíciles de llevar.
En los trece episodios de esta temporada los protagonistas ya han salido del colegio y se encuentran con el nuevo mundo de la universidad y de la responsabilidad de empezar a hacerse cargo de sus vidas. Ya terminaron las clases y los ex colegiales están esperando los resultados de la PSU. (Prueba de Selección Universitaria). Gloria ha retomado el contacto con quien parece ser su padre por teléfono. Él está enfermo, y cuando logran reunirse le cuenta cómo se volvió alcohólico después de salvarse milagrosamente de un accidente aéreo en Colombia.
Javier se queda solo en Santiago y parte con Camila, Daniel, Julia, Franco y Florencia a su casa en la playa, aprovechando que Franco tocará ese fin de semana en una fiesta. Javier irá a un distorsionado paseo, donde la tónica será drogarse con todo tipo de pastillas.
Pese a las tensiones entre Franco y Daniel por los celos que éste siente por Julia, el carrete de la playa es todo un éxito.
Salen los resultados de la PSU y Florencia decide quedarse en Chile para estudiar en vez de partir a Italia con su madre. Daniel también se destacó en los resultados. Así comienza una nueva etapa de estos típicos adolescentes.

## Reparto
- Isabel Ruiz como Gloria.
- Tiago Correa como Franco.
- Juan José Gurruchaga como Rodrigo.
- Nathalie Soublette como Florencia.
- Alexandra de la Mora como Elvira.
- Florencia Romero como Julia.
- Pablo Macaya como Sergio.
- María Paz Vicens como Ana.
- Patricio Jara  como Lucho Santana Pozo.
- María Izquierdo como Josefina.
- Maricarmen Arrigorriaga como Teresa.
- Luz Croxatto como Claudia.
- Jaime Omeñaca como Jorge.
- Pablo Striano como Manuel.
- Gabriela Medina como Juana.
- Fernanda Urrejola como Marina.
- Adriana Vacarezza como Ema "Madre de Leticia".
- Ingrid Isensee como Leticia.
- Óscar Hernández como Camilo.
- Marcela Osorio como Sol.
- Íñigo Urrutia como Nico.
- Liliana García como Carola.
- Marcelo Pertier como Juan Manuel.
- Ándres Aliaga como Eugenio.
- Maité Fernández como Tía de Juana.

## Personajes principales
- Gloria: 17 años, huérfana. Hija de los líderes del grupo de folk rock de culto Desierto Florido. De ellos ha heredado el talento musical, que se expresa en su grupo de rock. Está en cuarto medio. Vive con sus tíos, Claudia y Jorge, y su prima Julia. Tiene un estilo algo duro, que no es más que una coraza para protegerse de la confusión que siente dentro, agravada por el descubrimiento que pudo ser adoptada. Su confusión se traslada a su sexualidad.
- Franco: 18 años. Hijo de padres separados, vive con Sergio. Heredó de su padre la rebeldía a la autoridad, aunque es también el eje moral de la historia. Suele tomar las decisiones correctas, aunque más de alguna vez se equivoca. Está en cuarto medio. Su pasión es ser DJ. Se enamora de Gloria, pero al sentirse desamado rompe con ella. En el fondo, sigue queriéndola.
- Florencia: 17 años. Hija de Josefina. La conocemos como la princesa del curso, algo superficial, frívola y malcriada. Está en cuarto medio. Sin la figura de un padre, ha sido criada prácticamente por su nana, Juana. Se enamora de los hombres equivocados, partiendo por Rodrigo.En el fondo tiene problemas de autoestima, negando su Físico.
- Rodrigo: 18 años. Hijo de un hombre hiper conservador y estructurado, y de una dueña de casa tradicional. Rodrigo tiene problemas conductuales producto de una enseñanza represiva. Está en cuarto medio. A pesar de tener un talento literario, puede ser abusador, burlesco y manipulador. También arrogante, aunque todo esto producto de su inseguridad. Al mismo tiempo es encantador, lo que hace que se le perdone todo. Tiene además un problema con el alcohol. Producto de esto sufre dos accidentes automovilísticos. En el último de estos muere.
- Julia: 17 años. Es madura y matea. Aunque los conocimientos que le sobran en lo intelectual, no los tiene en experiencias de vida. Su idea es estudiar periodismo. Cursa cuarto medio al igual que su prima Gloria. Por un error, decide perder la virginidad con el hombre equivocado, y queda embarazada.
- Javier: 17 años. Hijo de un senador de la república, es un muchacho formal y de buenas intenciones. La figura de su padre es para él un modelo a seguir, hasta que comienza a darse cuenta de que sus visiones de mundo difieren. Su primer enfrentamiento en este aspecto surge cuando su padre le prohíbe salir con Camila, a quien ama. Está en cuarto medio. Su deseo es estudiar arquitectura, lo que le lleva a enredarse con una mujer mayor que comienza a guiarlo en el tema de las líneas y formas.
- Camila: 17 años. Algo ingenua, aunque al mismo tiempo muy sensual. Es una perfeccionista de altos promedios académicos, y la mejor amiga de Florencia. Suele ser optimista y crédula, lo que a veces la hace llevarse más de alguna decepción. Está en cuarto medio. Tras creer que ha sido contagiada de sida (un error de laboratorio) se decide a estudiar medicina.
- Nico:  22 años. Sin estudios formales. Su oficio informal es ser un hacker, y uno de los mejores. Es arrogante y narcisista, quizá más de lo que era Rodrigo. Su padre se fue cuando era pequeño, lo que lo hace ver el mundo como un lugar inseguro del que hay que tratar de tomar la mejor tajada mientras se viva. Se enamora, a su pesar, de Florencia, a quien en principio ve como una mera niña chica.

## Evolución y críticas
En Chile, los diversos medios alabaron o criticaron la serie, que siempre tuvo sus altibajos. Pero el éxito en este país fue inmediato: la serie lideraba el puntaje las noches en que era emitida (viernes a las 22:00). Y su evolución siempre fue en pos a la realidad de los personajes, un poco chocante: por ejemplo, la sorpresiva muerte de Rodrigo (Interpretado por el actor Juan José Gurruchaga), y las actitudes homosexuales explícitas que mostraba con el personaje de Gloria. Y todo esto tuvo sus críticas: que era algo escandalosa, que trataba de subir la sintonía con esas escenas, etc.
Así, la serie fue cambiando de aires, y su tan segunda temporada, evidenció un vuelco total de la historia, llevada un poco más al drama. Y la segunda temporada no tenía tanto índice de audiencia como la primera, pero, sus aires sin medias tintas no se perdían.

## Versiones
La productora mexicana Argos Comunicación y Sony Pictures Television realizaron a principios de 2011 una adaptación homónima de la serie en formato de telenovela para la empresa Cadena Tres. Producida por Epigmenio Ibarra y Carlos Payán, es protagonizada por Eduardo Victoria, Irene Azuela, Lisa Owen Sofía Sisniega, Christian Vázquez, Sofía Espinosa, Ruy Senderos, Thalí García, Ignacio Riva Palacio, Opi Domínguez, Diana Santos, entre otros actores. Los nombres de los personajes y parte de la trama fueron modificados para la audiencia mexicana.